# Сушичка река
Сушичка река е река в Югозападна България, област Благоевград, община Симитли, десен приток на река Струма. Дължината ѝ е 20 km. Отводнява най-южните части на планината Влахина и най-северните части на Малешевска планина (Крупнишки рид).
Сушичка река извира под името Голямата река на 1753 m н.в. от източния склон на връх Джама (Ильов връх, 1803 m), най-високата точка на Малешевска планина. Протича в слабо залесена, а по-ниските части – с голи склонове долина. По долината ѝ се прокарва границата между планината Влахина на север и Крупнишкия рид на Малешевска планина на юг. Реката прави големи завои по течението си, като първите около 3 km тече на изток, след това около 5 km на север, отново на изток – около 5 km, след това до село Полена – на север-североизток и накрая, в Симитлийската котловина – на изток. Влива се отдясно в река Струма, на 277 m н.в., на 400 m югоизточно от село Черниче.
Площта на водосборния басейн на реката е 83 km2, което представлява 0,48% от водосборния басейн на река Струма.
Основните ѝ притоци са само леви: Любишевска река, Георгевска река, Потока (най-голям приток).
Сушичка река е с преобладаващо дъждовно подхранване с максимум март и минимум – август. Среден годишен отток при устието – 1 m3/s.
По течението на реката в Община Симитли са разположени 4 села: Сушица, Полена, Крупник и Черниче.
В най-долното си течение, в пределите на Симитлийската котловина част от водите ѝ се използват за напояване.

## Топографска карта
- Лист от карта K-34-83. Мащаб: 1 : 100 000.